# Laujar de Andarax
Laujar de Andarax ist eine Gemeinde in der autonomen Region Andalusien im Süden Spaniens. Sie gehört zu der Provinz Almería. Die Bevölkerung von Laujar de Andarax bestand im Jahr 2024 aus 1.658 Einwohnern. In der Nähe entspringt der Fluss Andarax, der bei Almería ins Mittelmeer mündet.

## Geographische Lage
Láujar de Andarax liegt am Rande des Naturschutzgebietes der Sierra Nevada (Parque Nacional de Sierra Nevada). Die Entfernung zu Almería im Osten beträgt ca. 60 Straßenkilometer, die zu Adra an der Mittelmeerküste im Süden ca. 40 km. Die Landstraße A 348 nach Almería verläuft entlang des Andarax, z. T. in seinem Tal.

## Geschichte
Láujar war einst Residenz der maurischen Könige.

## Sehenswürdigkeiten
In dem zwischen Pappel- und Kiefernwäldern gelegenen Ort sind die Rathausfassade aus dem 18. Jahrhundert und die Barockkapelle Nuestra Señora de la Salud besonders erwähnenswert.
In etwa 10 km Entfernung liegt der kleine Ort Paterna del Río, der bekannt ist durch seine eisen- und schwefelhaltigen Heilquellen. Er hat 375 Einwohner.
In etwa 4 km Entfernung Richtung Almería liegt das Dorf Fondón. Im Jahr 1567 war hier der Hauptschauplatz der Moriskenaufstände. Auffallend sind die Pfarrkirche mit ihrem Ziegelsteinturm im Mudejar-Stil sowie der aus behauenem Stein 1790 gebaute Brunnen auf dem Marktplatz.